# Tylertown (Mississippi)
Tylertown ist eine Stadt und Verwaltungssitz des Walthall County, Mississippi im US-Bundesstaat Mississippi. Die Stadt liegt etwa 88 Kilometer südwestlich von Hattiesburg. Laut der Volkszählung in den Vereinigten Staaten 2020 hatte Tylertown 1515 Einwohner.

## Geschichte
Die Stadt war ursprünglich als Magee Settlement bekannt und wurde von den Familien Magee und Thornhill besiedelt, die aus South Carolina kamen. J. Thornhill erwarb das erste Stück Land für die Siedlung am 20. September 1816. Später wurde das Gebiet nach William G. Tyler in „Tyler Town“ umbenannt, ein Name, der 1894 auf „Tylertown“ verkürzt wurde.
Tylertown war bis 1912 Teil des Pike County, bevor das Walthall County gegründet wurde. Die örtliche Zeitung, die Tylertown Times, wurde 1907 ins Leben gerufen. Zahlreiche lokale Geschäfte und Unternehmen prägen die Stadtgeschichte, darunter die älteste Apotheke der Stadt, Pigott's Drug Store, gegründet 1919.

## Geografie
Nach Angaben des United States Census Bureau hat Tylertown eine Gesamtfläche von 8,51 Quadratkilometern, davon sind 8,49 km² Land und 0,02 km² Wasser.

## Demografie
Laut der Volkszählung in den Vereinigten Staaten 2020 betrug die Einwohnerzahl von Tylertown 1515.

## Bildung
Tylertown wird vom Walthall County School District betreut. Die Schulen der Stadt umfassen die Tylertown High School und das Salem Attendance Center.

## Bedeutende Personen
- Ruby Bridges (* 1954), Bürgerrechtsaktivistin
- Jon Hinson (1942–1995), Politiker und Aktivist für LGBTQ-Rechte
- George T. Johnson, ehemaliger NBA-Spieler, Champion 1975 mit den Golden State Warriors
- Sylvester Magee, angeblich letzter lebender ehemalige Sklave
- H. Dean Pittman, US-Botschafter in Mosambik
- Graylin Warner (1962–2025), Basketballspieler